# بول كروغر (لاعب كرة قدم أمريكية)
بول كروغر (بالإنجليزية: Paul Kruger)‏ هو لاعب كرة قدم أمريكية أمريكي، ولد في 15 فبراير 1985 في ريكسبورغ في الولايات المتحدة.

## وصلات خارجية
- بول كروغر على موقع مرجع كرة القدم المحترفة.كوم (الإنجليزية)